# Destin Damachoua
Destin Simon Damachoua (Villeneuve-Saint-Georges, 17 agosto 1986) è un ex cestista francese con cittadinanza centrafricana.

## Carriera
Con la Rep. Centrafricana ha disputato tre edizioni dei Campionati africani (2005, 2009, 2015).